# Marion (Arkansas)
Marion è una località degli Stati Uniti d'America, capoluogo della contea di Crittenden, nello Stato dell'Arkansas.